# Ogród Szpitala Świętego Pawła
Ogród Szpitala Świętego Pawła – tytuł cyklu 5 obrazów namalowanych przez Vincenta van Gogha w 1889 podczas jego pobytu w miejscowości Saint-Rémy. Wszystkie obrazy mają za temat ogród szpitala psychiatrycznego Saint-Paul-de-Mausole, w którym artysta przebywał na dobrowolnym leczeniu w okresie od maja 1889 do maja 1890. Obrazy przedstawiają różne fragmenty ogrodu.
- Obraz Ogród Szpitala Świętego Pawła (hol. Gesticht en tuin, ang. The Garden of Saint-Paul Hospital)[1] namalowany w maju 1889, obecnie w Kröller-Müller Museum w Otterlo. Nr kat.: F 734, JH 1698;
- Obraz Ogród Szpitala Świętego Pawła (hol. Bomen in de gestichtstuin, ang. The Garden of Saint-Paul Hospital)[2] namalowany w październiku 1889, obecnie w zbiorach prywatnych. Nr kat.: F 640, JH 1800;
- Obraz Ogród Szpitala Świętego Pawła (hol. Bomen in de gestichtstuin, ang. The Garden of Saint-Paul Hospital)[3] namalowany w październiku 1889, obecnie w zbiorach prywatnych. Nr kat.: F 730, JH 1841;
- Obraz Ogród Szpitala Świętego Pawła (hol. De tuin van de inrichting Saint Paul, ang. The Garden of Saint-Paul Hospital)[4] namalowany w listopadzie 1889, obecnie w Muzeum Folkwang w Essen. Nr kat.: F 660, JH 1849;
- Obraz Ogród Szpitala Świętego Pawła (hol. De tuin van de inrichting Saint Paul, ang. The Garden of Saint-Paul Hospital)[5] namalowany w grudniu 1889, obecnie w Muzeum Vincenta van Gogha w Amsterdamie. Nr kat.: F 659, JH 1850.

## Historia i opis
Vincent van Gogh po przybyciu do szpitala psychiatrycznego Saint-Paul-de Mausole w Saint-Rémy niemal od razu przystąpił do malowania. Po kilku dniach poczuł się zirytowany wychodzeniem na zewnątrz. Skupił się na widoku, jaki rozpościerał się z jego celi. Artysta mógł wybrać nie tylko motyw, ale też dowolny punkt obserwacyjny i porę dnia – malował rano i wieczorem, podczas pogody i niepogody. Wśród wielu tematów jego płócien znalazł się ogród szpitala Świętego Pawła.
Dokładny opis artysta zawarł w liście do przyjaciela, malarza Émile’a Bernarda. Obraz przedstawia widok na ogród w porze jesiennej. Z prawej strony znajduje się szary taras i część budynku oraz kilka krzewów róży, których kwiaty zwiędły; po lewej stronie widać ziemię ogrodu w kolorze czerwonej ochry, spaloną przez słońce, pokrytą opadłymi gałązkami sosen. Na skraju ogrodu rosną duże sosny, których pnie i konary mają kolor czerwonej ochry. Zieleń igliwia zmącona została domieszką czerni. Te wysokie drzewa odcinają się na żółtym tle wieczornego nieba pokrytego smugami fioletu. Żółcień nieba zmienia się wyżej w róż, a następnie nabiera odcienia zielonego. Ściana budynku, również w kolorze czerwonej ochry, zasłania widok. Ponad nią widnieje tylko pasmo wzgórz w kolorze żółtej ochry i fioletu. Drzewo na pierwszym planie zostało trafione przez piorun i po spiłowaniu został po nim tylko kikut pnia i boczny konar, który wznosi się bardzo wysoko uginając się przy tym pod gęstwiną ciemnozielonych gałązek. Mroczne drzewo kontrastuje z krzakiem ostatniej więdnącej róży. Pod drzewami stoją puste, kamienne ławki. W kałuży po deszczu odbija się żółtymi refleksami niebo. Pomiędzy pniami migocą ostatnie przebłyski zachodzącego słońca nadające dominującej tu barwie ciemnej ochry pomarańczowego odcienia. Widać ciemne sylwetki spacerowiczów.
Artysta latem 1889 miał ataki choroby. Obrazy przedstawiający przyszpitalny ogród namalował, kiedy po sześciu tygodniach izolacji mógł znowu wychodzić na zewnątrz. W tym samym liście do Émile’a Bernarda dał wyraz swym odczuciom związanym z malowaniem obrazu:
Zrozumiesz, że to połączenie czerwonej ochry, zieleni zmąconej szarością, czarnych linii, które zakreślają kontury, wzmaga nieco poczucie lęku, przez który kilku moich towarzyszy niedoli często cierpi, jak to się mówi „krew ich zalewa”; co więcej, motyw wielkiego drzewa powalonego przez piorun, chorowicie zielony i różowy uśmiech ostatniego jesiennego kwiatu, potwierdzają tę myśl.

Inne obrazy ogrodu Szpitala Świętego Pawła
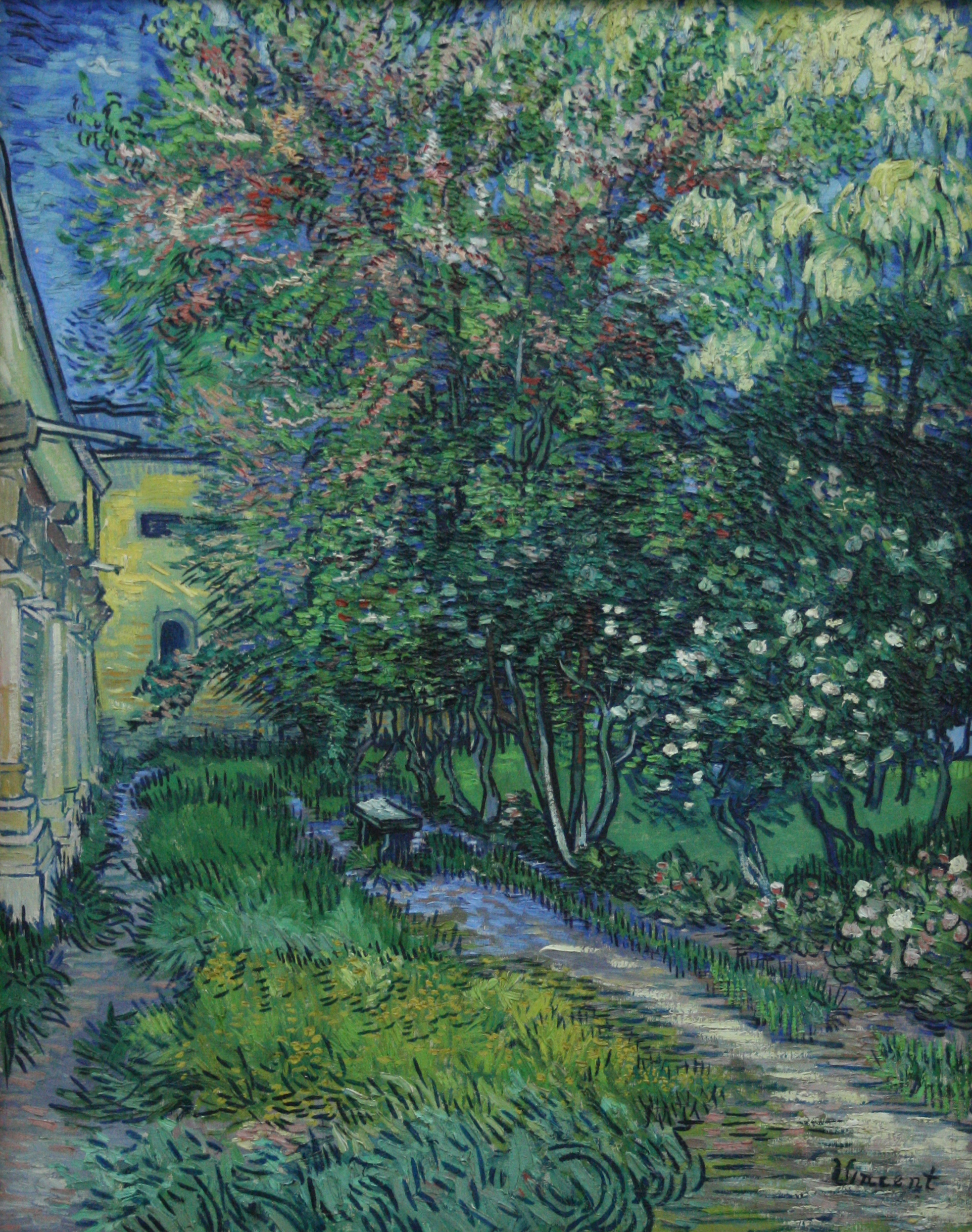
Ogród Szpitala Świętego Pawła (F 734), olej na płótnie, 95,0 × 75,5 cm, Kröller-Müller Museum
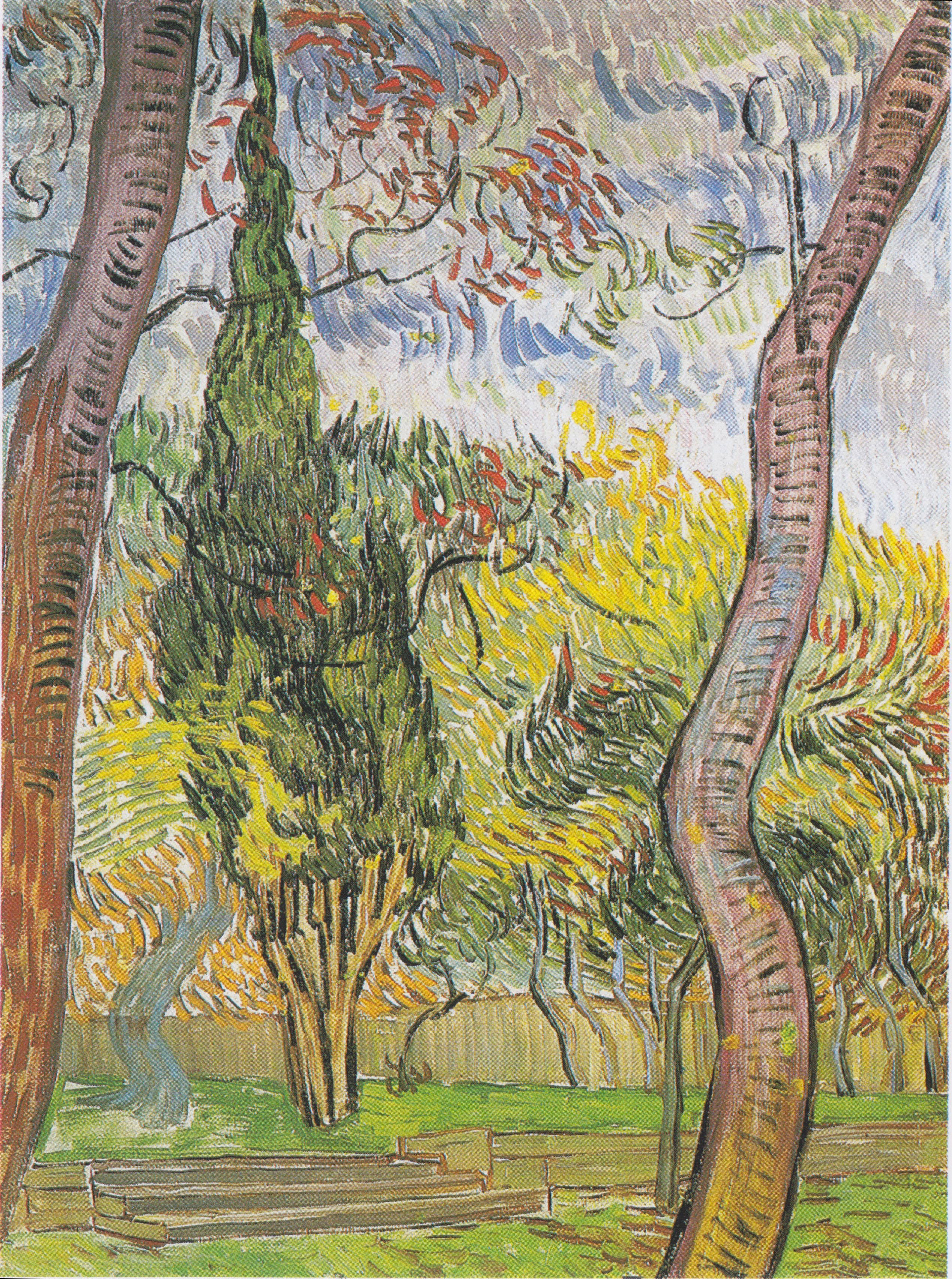
Ogród Szpitala Świętego Pawła (F 640), olej na płótnie, 65,0 × 49,0 cm, kolekcja prywatna
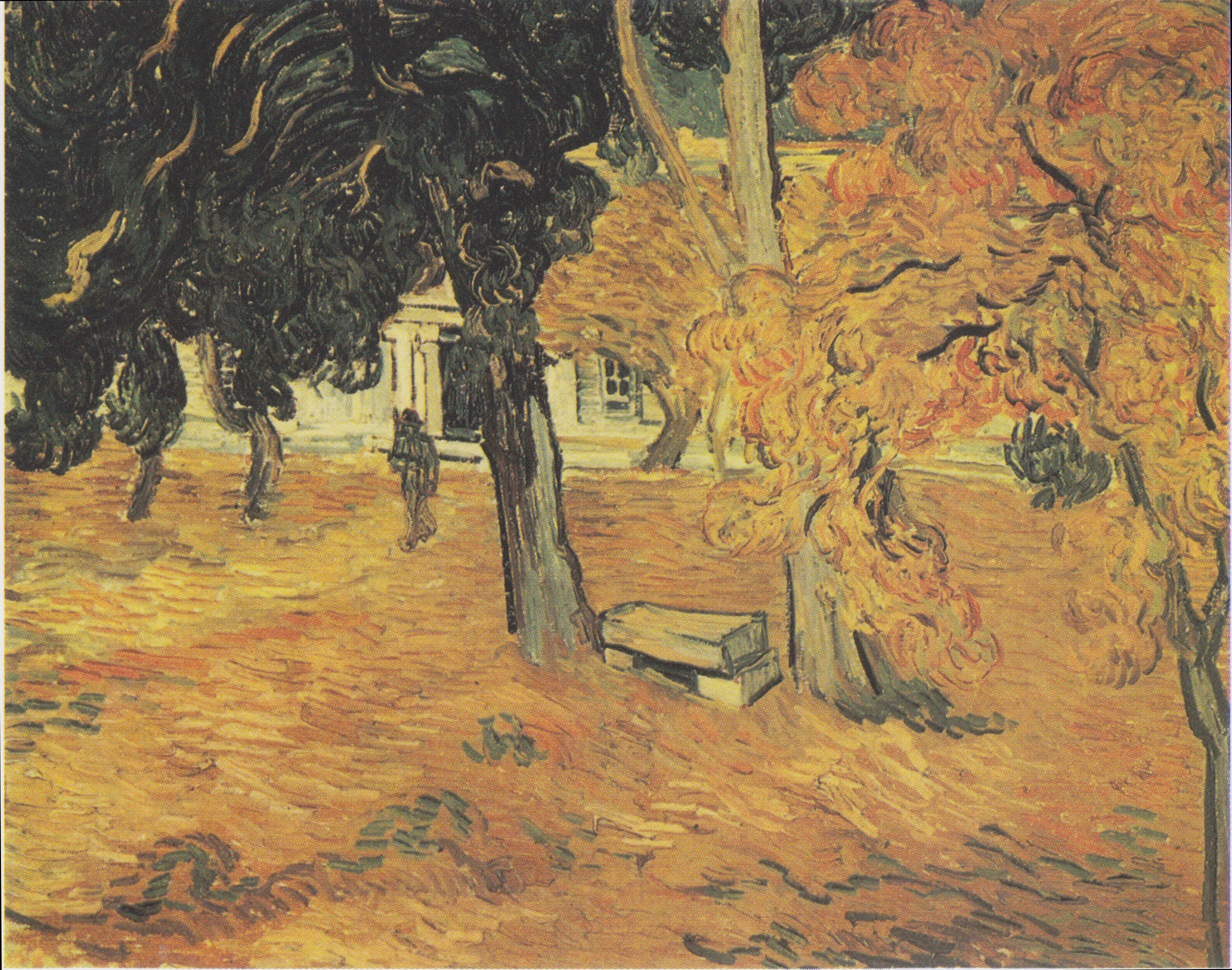
Ogród Szpitala Świętego Pawła (F 730), olej na płótnie, 50,0 × 63,0 cm, kolekcja prywatna